# 2011年臺北世界設計大展
2011臺北世界設計大展（Taipei World Design Expo 2011）是2011年9月30日—10月30日在台灣台北市舉辦的國際性設計展覽，由國際設計聯盟（IDA）授權、中華民國經濟部與臺北市政府主辦，台灣創意設計中心與台灣設計聯盟承辦，在台北市內分設松山文創園區、世貿展覽一館、南港展覽館等三個場地，並與2011臺北世界設計大會同期進行。

## 展區與時程
| 地點                       | 時間                             |
| -------------------------- | -------------------------------- |
| 松山文創園區               | 2011年9月30日 至 2011年10月30日  |
| 世貿南港展覽館（4F）       | 2011年10月22日 至 2011年10月30日 |
| 世貿展覽一館（1館 A、D區） | 2011年10月22日 至 2011年10月30日 |

## 理念象徵

### 會徽
竹葉富含東方文化意向，羽毛筆代表西方文明，兩個元素的交疊、融合，象徵全球人文的交會與互動，並彰顯不同設計領域和思維間的交流與激盪。符號造形源自於EXPO字彙的X字母，具有未知、未來、匯集、無限等聯想，蘊含了設計的精神本質──創意無限、挑戰未來。

## 外部連結
- （繁體中文）（英文）2011臺北世界設計大展官方網站
- Taiwan Design Center & 2011 IDA Congress Taipei（臉書／Facebook） （页面存档备份，存于）